# Alex Padilla
Alejandro "Alex" Padilla (1973. március 22. –) amerikai politikus, az Egyesült Államok Szenátusának tagja Kalifornia államból 2021 óta. A Demokrata Párt tagja, 2015 és 2021 között Kalifornia főjegyzője (secretary of state) volt.
Padilla több, mint 7 évig volt Los Angeles városi tanácsának tagja, amelyből öt évet annak elnökeként töltött. Kalifornia állam Szenátusának 2006 és 2014 között volt tagja.
2020. december 22-én lett kijelölve szenátori pozíciójára az Egyesült Államok Szenátusába, miután Kamala Harrist az ország alelnökének választották. 2021. január 20-án lett beiktatva, ciklusa 2023-ban fog lejárni. Kalifornia első latin-amerikai szenátora. 1993 óta az állam első férfi szenátora.

## Választási eredmények

### Állami szenátus

#### 2006
| Párt | Jelölt         | Szavazatok | %    |
| ---- | -------------- | ---------- | ---- |
|      | Alex Padilla   | 24,303     | 55.8 |
|      | Cindy Montanez | 19,299     | 44.2 |

| Párt     | Jelölt       | Szavazatok | %      |
| -------- | ------------ | ---------- | ------ |
|          | Alex Padilla | 84,459     | 74.85  |
|          | Pamela Brown | 28,377     | 25.15  |
| Összesen | Összesen     | 112,836    | 100.00 |

#### 2010
| Párt     | Jelölt                    | Szavazatok | %     |
| -------- | ------------------------- | ---------- | ----- |
|          | Alex Padilla (hivatalban) | 94,356     | 68.4  |
|          | Kathleen Evans            | 37,420     | 27.1  |
|          | Adrian Galysh             | 6,245      | 4.5   |
| Összesen | Összesen                  | 138,051    | 100.0 |

### Külügyminiszter

#### 2014
| Párt     | Jelölt             | Szavazatok | %     |
| -------- | ------------------ | ---------- | ----- |
|          | Alex Padilla       | 1,217,371  | 30.24 |
|          | Pete Peterson      | 1,194,715  | 29.68 |
|          | Leland Yee         | 380,361    | 9.45  |
| -        | Daniel Schnur      | 369,898    | 9.19  |
|          | Derek Cressman     | 306,375    | 7.61  |
|          | Roy Allmond        | 256,668    | 6.38  |
|          | Jeffrey H. Drobman | 178,521    | 4.44  |
|          | David S. Curtis    | 121,618    | 3.02  |
| Összesen | Összesen           | 4,025,527  | 100   |

| Párt     | Jelölt        | Szavazatok | %     |
| -------- | ------------- | ---------- | ----- |
|          | Alex Padilla  | 3,799,711  | 53.63 |
|          | Pete Peterson | 3,285,334  | 46.37 |
| Összesen | Összesen      | 7,085,045  | 100   |

#### 2018
| Párt     | Jelölt                    | Szavazatok | %     |
| -------- | ------------------------- | ---------- | ----- |
|          | Alex Padilla (hivatalban) | 3,475,633  | 52.6  |
|          | Mark P. Meuser            | 2,047,903  | 31.0  |
|          | Ruben Major               | 355,036    | 5.4   |
|          | Raul Rodriguez Jr.        | 330,460    | 5.0   |
|          | Gail Lightfoot            | 155,879    | 2.4   |
|          | Michael Feinstein         | 136,725    | 2.1   |
| PFP      | C.T. Weber                | 61,375     | 0.9   |
|          | Erik Rydberg              | 48,705     | 0.7   |
| Összesen | Összesen                  | 6,611,716  | 100.0 |

| Párt     | Jelölt                    | Szavazatok | %     |
| -------- | ------------------------- | ---------- | ----- |
|          | Alex Padilla (hivatalban) | 7,909,521  | 64.45 |
|          | Mark P. Meuser            | 4,362,545  | 35.55 |
| Összesen | Összesen                  | 12,272,066 | 100   |